# 马查孔
马查孔，是西班牙卡斯蒂利亚-莱昂萨拉曼卡省的一个市镇。 总面积19平方公里，总人口530人（2001年），人口密度28人/平方公里。